# 勒菲德莱尔
勒菲德莱尔（法語：Le Fidelaire，法語發音：[lə fidlɛʁ]）是法国厄尔省的一个市镇，属于埃夫勒区。

## 地理
勒菲德莱尔（48°56'59"N, 0°48'54"E）面积33.55 平方千米，位于法国诺曼底大区厄尔省，该省份为法国北部内陆省份，北起滨海塞纳省，西接奧恩省和卡爾瓦多斯省，南至厄尔-卢瓦省，东临瓦兹省、瓦兹河谷省和伊夫林省。
与勒菲德莱尔接壤的市镇（或旧市镇、城区）包括：莱博德布勒特伊、里勒河畔拉费里耶尔、旧利尔。

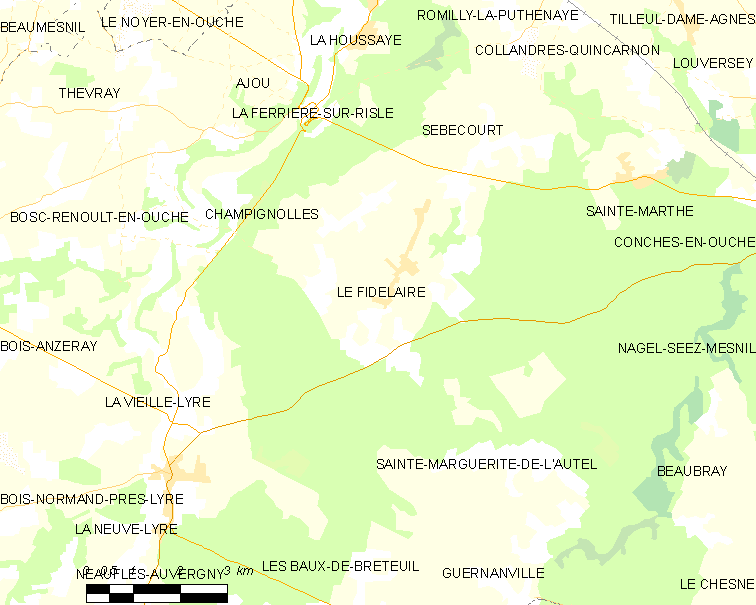
勒菲德莱尔的OSM定位图

勒菲德莱尔的时区为UTC+01:00、UTC+02:00（夏令时）。

## 行政
勒菲德莱尔的邮政编码为27190，INSEE市镇编码为27242。

## 政治
勒菲德莱尔所属的省级选区为乌什地区孔什县。

## 人口

1962-2008年间勒菲德莱尔人口变化图示

勒菲德莱尔于2022年1月1日时的人口数量为1016人。